# Plesielephantiformes
 (novembre 2019).
Si vous disposez d'ouvrages ou d'articles de référence ou si vous connaissez des sites web de qualité traitant du thème abordé ici, merci de compléter l'article en donnant les références utiles à sa vérifiabilité et en les liant à la section « Notes et références ».
Clade
Sous-ordre
Familles de rang inférieur
- † Numidotheriidae
- † Barytheriidae
- † Deinotheriidae

Les Plesielephantiformes forment un sous-ordre fossile de proboscidiens étroitement apparentés aux éléphants actuels et à leurs cousins disparus.

## Publication
Les Plesielephantiformes sont un sous-ordre (d'après le suffixe) ou un clade selon Paleobiology Database en 2022.